# Careproctus ovigerus
Careproctus ovigerus är en fiskart som först beskrevs av Gilbert, 1896.  Careproctus ovigerus ingår i släktet Careproctus och familjen Liparidae. Inga underarter finns listade.